# San Carlos (Corrientes)
San Carlos es una localidad argentina fundada en 1631, ubicada en el nordeste de la provincia de Corrientes, departamento Ituzaingó, Argentina, en el límite con la provincia de Misiones, de la que está separada por el arroyo Chimiray.

## Ubicación
Se encuentra ubicada a 333 km de la ciudad de Corrientes y a 65 km de la ciudad de Posadas, capital de la provincia de Misiones. Se accede por la ruta provincial N.º 34, que comunica con las rutas nacionales 12 (que bordea el río Paraná) y 14.

## Población
Cuenta con 2 454 habitantes (Indec, 2010), lo que representa un incremento del 10,3% frente a los 2 224 habitantes (Indec, 2001) del censo anterior. Se trata de una población con indicadores sociales por debajo de los promedios de la provincia, la que a su vez se encuentra entre los más bajos del país. Un 43,9% de los habitantes no alcanza a tener instrucción primaria completa, contra un promedio provincial de 29,3% y nacional de 17,9%.
| Gráfica de evolución demográfica de San Carlos entre 1991 y 2010 |
|                                                                  |
| Fuente: Censos nacionales del INDEC                              |

## Historia
San Carlos fue fundada en 1631 como una de las misiones establecidas por los jesuitas con indígenas guaraníes durante la dominación colonial española. En 1638 fue trasladada a su ubicación actual. Integrante natural de los 30 pueblos de la provincia de Misiones desde antiguo, oficializada por real cédula de Aranjuez del año 1803. Fue cedida a la provincia de Corrientes junto a San Alonso en 1894. 
Durante la Invasión Luso-brasileña (1816-1820), a pesar de la resistencia artiguista encabezada por Andrés Guazurarí y Artigas, San Carlos fue tomada e incendiada por las fuerzas del Reino Unido de Portugal, Brasil y Algarve comandadas por Francisco das Chagas Santos el 31 de marzo de 1818, hecho conocido como batalla de San Carlos.

## Punto a mayor altitud de la provincia de Corrientes
Aunque el pueblo no cuenta con un cerro claramente visible al ubicarse en una pequeña meseta que alcanza un máximo de 203 m s. n. m., igualmente esta altitud la convierte en el punto más alto de toda la provincia de Corrientes.

## Turismo
El pueblo conserva la iglesia de la misión, de considerable valor histórico y un museo de arte jesuítico. La ciudad mantiene el estilo colonial, y sus calles son de tierra colorada, debido a su riqueza en hierro, característica de la región nordeste del país.
La imagen de San Carlos Borromeo partió con el éxodo guaranítico en 1817 hacia el pueblo de Loreto Corrientes. El 4 de noviembre de 2009 día del santo patrono, la imagen salió en peregrinación desde Loreto escoltado por autoridades locales, para participar de las celebraciones patronales en su pueblo originario San Carlos Corrientes, un momento histórico para ambos pueblos de origen jesuítico. Han pasado 192 años y San Carlos Borromeo visitó su pueblo.